# Хумболт (кратер)
Хумболт је велики кратер који се налази у непосредној близини источног руба Месечевог диска. Име му је дато у част немачког филолога, филозофа, лингвисте, и дипломате Вилхелма фон Хумболта.

## Опис кратера
Кратер има облик неправилног круга, са великом увалом дуж југоисточнг обода где је граница са Барнардовим кратером. У правцу север-северозапад је велики кратер Хекатеј, а на западу кратер Филипс. Обод Хумболтовог кратера је низак, јако оштећен, са неправилно израженим линијама. Средишњи део је испуњен материјалом у виду мањих планинских врхова. Дно кратера је испресецано пукотинама које се пружају у виду концентричних лукова. Ту су и неке тамне мрље које се налазе у близини обода на североистоку, северозападу и југоистоку. Са северозападног обода пружа се скоро целом дужином кратера ланац мањих кратера. Та област је названа Catena Humboldt. Због своје локације у близини ивице месечевог диска, мали детаљ се знало о овом кратеру све док га нису фотографисале свемирске летелице (углавном Lunar Orbiter 4).

## Сателитски кратери
По конвенцији ове карактеристике су идентификовани на лунарним картама постављањем слова на страну средишта кратера која је најближа Хумболту.
| Хумболт | Ширина  | Дужина  | Пречник |
| ------- | ------- | ------- | ------- |
| B       | 30.9° N | 83.7° E | 21 km   |
| N       | 26.0° N | 80.5° E | 14 km   |